# Michail Vasil'evič Butaševič-Petraševskij
Michail Vasil'evič Butaševič-Petraševskij, meglio noto come Michail Petraševskij (in russo Михаил Васильевич Буташевич-Петрашевский?; San Pietroburgo, 13 novembre 1821 – Minusinsk, 19 dicembre 1866), è stato un linguista, giornalista e attivista russo, famoso per il suo ruolo centrale nelle attività del Circolo Petraševskij, un gruppo di discussione letteraria fondato a San Pietroburgo negli anni '40 dell'Ottocento.

## Biografia
Michail Petraševskij iniziò i suoi studi al Liceo imperiale di Carskoe Selo nel 1839 e si laureò in giurisprudenza all'Università statale di San Pietroburgo nel 1841. Successivamente fu impiegato come traduttore e interprete presso il Ministero degli Affari Esteri dell'Impero russo.
Petraševskij è noto per aver curato e scritto la maggior parte degli articoli teorici per il Dizionario tascabile delle parole straniere (Карманный словарь иностранных слов, 1846), che rese popolare idee e principi democratici e materialisti del socialismo utopico.

## Attivismo politico
Nel 1844 l'appartamento di Petraševskij divenne il luogo di ritrovo degli intellettuali che, a partire dal 1845, ebbero luogo con cadenza settimanale. Questi incontri furono successivamente soprannominati "pyatnitsy" ("venerdì") e coloro che vi partecipavano sarebbero stati soprannominati "Petraševskij". Questi si recavano a casa di Petraševskij anche per utilizzare la sua biblioteca personale che conteneva libri vietati sulla filosofia materialista, sul socialismo utopico e sulla storia dei movimenti rivoluzionari.
Tra i membri famosi della giovane intellighenzia che parteciparono al Circolo Petraševskij c'erano Fëdor Dostoevskij, Michail Evgrafovič Saltykov-Ščedrin, Apollon Nikolaevič Majkov e Nikolaj Aleksandrovič Spešnev.
Alla fine del 1848 Petraševskij prese parte agli incontri avviati da Spešnev che miravano a creare una società segreta. Petraševskij, tuttavia, sosteneva la riforma giudiziaria piuttosto che i metodi violenti e non partecipò alle attività della società di Spešnev.
Petraševskij si considerava un seguace di Charles Fourier e parlava a favore della democratizzazione del sistema politico russo e della liberazione dei contadini e delle loro terre. Ha sostenuto un lungo lavoro preparatorio tra le masse per la lotta rivoluzionaria.

Come la maggior parte dei membri dell'intellighenzia russa, il loro impegno nei confronti del "popolo" era astratto: essere incerti sui singoli uomini ma amare l’umanità. Petraševskij sintetizzò ciò proclamando: 

## Condanna alla fucilazione ed esilio
Nel 1849 Mihail Petraševskij fu arrestato e condannato a morte. Insieme agli altri membri del crcolo fu portato sulla piazza d'armi del Reggimento Semënovskij a San Pietroburgo, luogo abituale delle esecuzioni pubbliche, e legato al palo. All'ultimo momento l'esecuzione fu interrotta visto che la sua condanna fu commutata in katorga per una durata non specificata. Fu mandato nella Siberia orientale per scontare la pena.
Nel 1856 lo status di Petraševskij fu cambiato in quello di colono in esilio. Visse a Irkutsk, dove nel 1860 fondò il giornale "Amur".
Nel febbraio del 1860 Petraševskij fu esiliato nel distretto di Minusinsk per essersi espresso contro l'abuso di potere da parte dei funzionari locali. Morì lì sei anni dopo.